# Steinar Amundsen
Steinar Amundsen (Bærum, 1945. július 4. – Røyken, 2022. június 16.) olimpiai és világbajnok norvég kajakozó. Testvére Harald Amundsen (1962) világbajnok kakajozó.

## Pályafutása
Az 1968-as mexikóvárosi olimpián kajak négyes 1000 méteren olimpiai bajnok lett. Négy év múlva ugyan ebben a számban a müncheni olimpián ezüstérmet szerzett. Két világ- és egy Európa-bajnoki aranyérmert nyert pályafutása során.

## Sikerei, díjai
- Olimpiai játékok – K-4 1000 m
  - aranyérmes: 1968, Mexikóváros
  - ezüstérmes: 1972, München
- Világbajnokság – K-4 10 000 m
  - aranyérmes (2): 1970, 1975
- Európa-bajnokság – K-4 10 000 m
  - aranyérmes: 1969